# Bal'arab bin Himyar
Bal'arab bin Himyar (arabe : بلعرب بن حمير) (mort en 1749) fut un imam omanais, membre de la dynastie Yarubide. Il fut élu imam en 1728, exerçant le pouvoir à l'intérieur d'Oman tandis que son cousin, Saif bin Sultan II, contrôlait la côte. En 1737, après avoir été défait par les alliés perses de Saif, il renonça à sa revendication. Il fut de nouveau élu imam en 1743 lors d'une autre invasion perse, tenant alors le pouvoir dans l'intérieur du pays tandis qu'Ahmad bin Said al-Busaidi était reconnu comme dirigeant par les populations côtières. Bal'arab bin Himyar mourut au combat contre Ahmad bin Said en 1749, qui devint peu après le souverain incontesté du pays.

## Lutte avec Saif bin Sultan II
En 1724, l'imam Saif bin Sultan II fut destitué par Muhammad bin Nasir, qui fut élu imam le 2 octobre 1724. Son rival, Khalf bin Mubarak, sema le trouble parmi les tribus du nord. Lors d’un affrontement à Sohar en 1728, Khalf bin Mubarak et Muhammad bin Nasir furent tués. La garnison de Sohar reconnut Saif bin Sultan II comme imam, et il fut réinstallé à Nizwa. Cependant, certains habitants d'Az Zahirah élurent le cousin de Saif, Bal'arab bin Himyar, comme imam.
Une lutte prolongée commença, au cours de laquelle Saif fut incapable de vaincre Bal'arab bin Himyar. Il envoya son frère, Bal'arab bin Sultan, pour assister les Beni Ruwaihah, que Bal'arab bin Himyar combattait. Le résultat fut une défaite pour les Beni Ruwaihah, qui reconnurent alors Bal'arab bin Himyar. Bal'arab bin Himyar retourna à Nizwa et entama des opérations pour soumettre le district environnant. Il prit Belad Sait, puis Bahila. Par la suite, les imams rivaux restèrent armés mais évitèrent les hostilités pendant quelques années. Bal'arab bénéficiait du soutien de la faction Ghafiri et contrôlait la majeure partie de l’intérieur, prenant progressivement l’ascendant sur terre. Cependant, bien que Saif ne fût soutenu que par les Beni Hina et quelques tribus alliées, il contrôlait la marine et les principaux ports maritimes de Mascate, Burka et Sohar. Cette impasse eut des conséquences économiques désastreuses.
Vers 1736, Saif engagea une compagnie de Baloutches armés de mousquets, qu’il envoya sous la direction de son frère Bal'arab bin Sultan, mais ceux-ci furent décisivement vaincus par Bal'arab bin Himyar. Désespéré, Saif bin Sultan demanda de l'aide à Nader Shah de Perse,. Les Perses arrivèrent en mars 1737. Saif bin Sultan se joignit aux Perses. Ils marchèrent jusqu'à Az Zahirah, où ils affrontèrent et mirent en déroute les forces de Bal'arab bin Himyar. Celui-ci se hâta de retourner à Nizwa et améliora les défenses. Les Perses continuèrent leur avancée dans l’intérieur, capturant des villes, tuant, pillant et réduisant des personnes en esclavage. Saif se brouilla avec les Perses et retourna à Mascate. Les Perses achevèrent leur campagne et regagnèrent la Perse, emportant leur butin avec eux.

## Lutte avec les Perses
Après sa défaite en 1737, Bal'arab bin Himyar accepta de renoncer à sa prétention au titre d'imam. Pendant quelques années, Saif bin Sultan fut le dirigeant incontesté, bien que les tribus ne le soutinrent pas pleinement. Saif bin Sultan menait une vie de débauche, ce qui éloigna les tribus de lui. En février 1742, un autre imam rival de la famille Yaruba, Sultan bin Murshid bin Jadi, petit-fils du grand imam Saif bin Sultan, fut proclamé. Sultan bin Murshid s'installa à Nakhal et commença à pourchasser Saif bin Sultan, qui fit de nouveau appel aux Perses pour obtenir de l'aide, leur promettant de leur céder Sohar. De retour d'une campagne victorieuse en Inde, Nader Shah envoya une expédition de 6 000 hommes sous le commandement de Mirza Mohammed Taki Khan, qui arriva à Julfar vers octobre 1742. Les Perses assiégèrent Sohar et envoyèrent également des forces à Mascate, mais ne parvinrent à prendre ni l'un ni l'autre.
En 1743, Saif fut piégé et remis les derniers forts de Mascate sous l'emprise de l'alcool lors d'un banquet, puis mourut peu après. Les Perses prirent Mascate et attaquèrent à nouveau Sohar au nord. L’imam Sultan bin Murshid fut mortellement blessé sous les murs de Sohar à la mi-1743. Bal'arab bin Himyar fut élu imam à sa place. Cependant, il éprouvait de la jalousie envers le populaire gouverneur de Sohar, Ahmad bin Said al-Busaidi, et ne lui apporta pas de soutien militaire. Après neuf mois de siège à Sohar, Ahmad bin Said al-Busaidi négocia une reddition honorable et fut confirmé en tant que gouverneur de Sohar et de Barka en échange du paiement d'un tribut. En 1744, il fut élu imam. Les forces perses s'affaiblirent progressivement en raison des désertions. En 1747, Ahmad invita la garnison perse restante à un banquet dans son fort de Barka, où il les massacra.

## Lutte finale avec Ahmad bin Said
Après qu'Ahmad bin Said al-Busaidi eut chassé les Perses d'Oman, les tribus de la faction Hinawi le reconnurent comme imam, de même que certaines des tribus Ghafiri. Bal'arab bin Himyar conserva le soutien de quelques Ghafiri de Dhahireh et de Semail. Il rassembla une force considérable et avança vers Mascate, mais ne parvint pas à prendre la ville. Il tenta ensuite de s'emparer de Sohar. Ahmad se rendit sur place pour soutenir la défense, mais fut abandonné par ses troupes lors de la bataille de Bitnah, au début de 1745, et contraint de fuir. Pendant plusieurs années, Bal'arab bin Himyar fut reconnu comme le véritable imam, contrôlant totalement l'intérieur du pays, tandis qu'Ahmad restait sur la côte. En 1749, Ahmad rassembla une armée et marcha contre Bal'arab, qui campait près de Jebel Akhdar avec des forces inférieures. Lors de la bataille finale, dans la seconde moitié de 1749, Bal'arab fut vaincu et tué. Ce fut la fin du pouvoir des Yarubides. Les tribus, épuisées par la guerre, s'unirent sous Ahmad bin Sa'id.